# Prior Park Landscape Garden

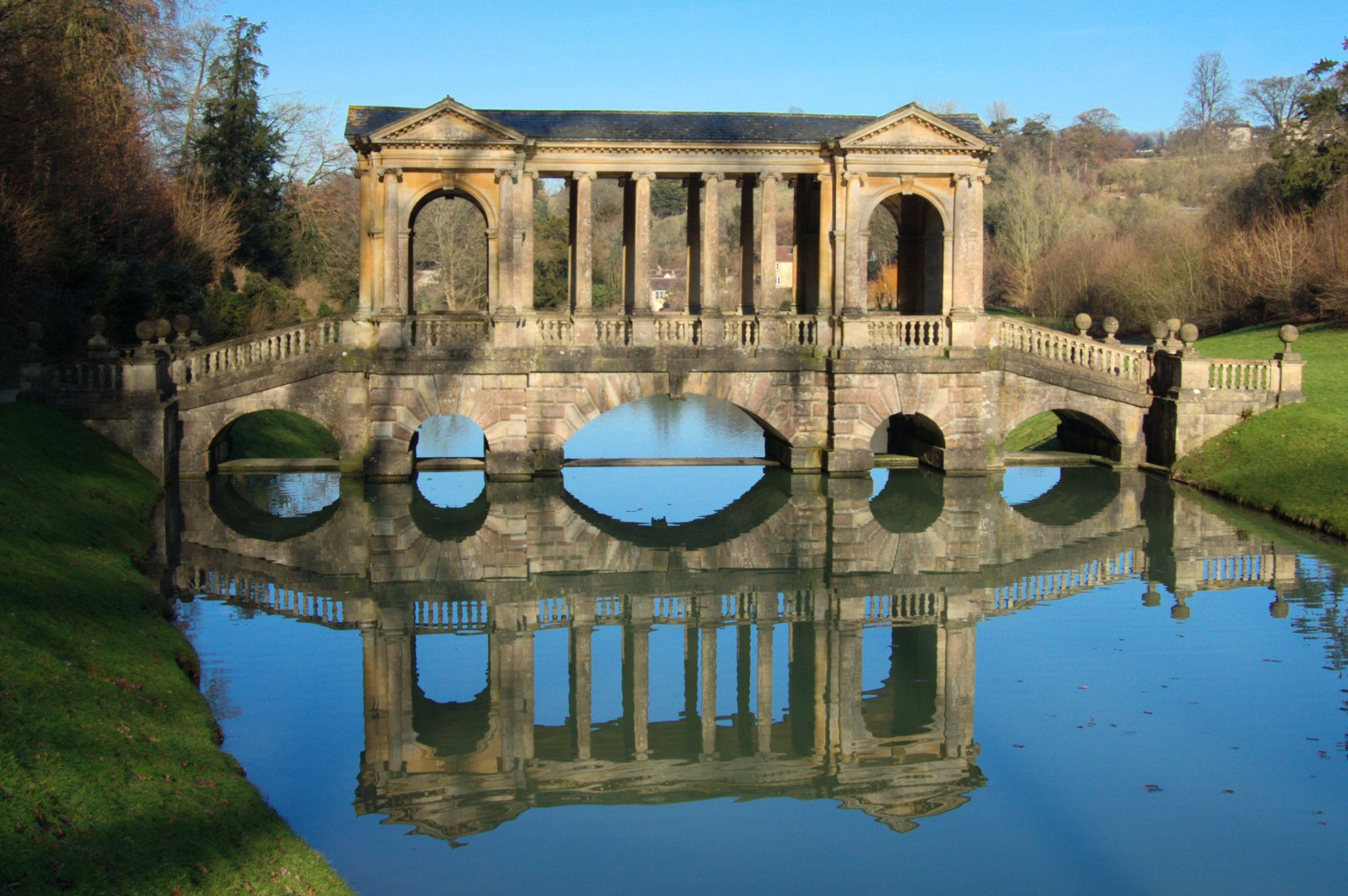
Most w Prior Park

Prior Park Landscape Garden (pol. Ogród Krajobrazowy Prior Park) – XVIII-wieczny ogród angielski zaprojektowany przez poetę Alexandera Pope’a oraz ogrodnika Capability’ego Browna, obecnie należący do organizacji The National Trust. Jest on położony w północnej części Bath w hrabstwie Somerset w południowo-zachodniej części Anglii. Prior Park wywarł duży wpływ na zdefiniowane "angielskiego ogrodu" jako stylu sztuki ogrodowej na kontynencie europejskim.
Ogród ten został założony przez lokalnego przedsiębiorcę i filantropa Ralpha Allena. Tworzony był nieustannie od roku 1734 do śmierci jego założyciela w 1764 roku. Około roku 1742 Allen zatrudnił architekta, Johna Wooda, przed którym postawił zadanie wybudowania pałacu (obecnie własność Prior Park College). Przez jakiś czas w pałacu tym mieszkał William Warburton, zięć Allena.
Prior Park rozciąga się na obszarze 28 akrów na wzgórzu, z którego obserwować można miasto Bath. Na terenie parku znajduje się wiele obiektów, m.in. palladyński most, gotyckie świątynie, grota Pana Allena oraz cztery jeziora. W latach 2006 i 2007 trwały prace renowacyjne związane z kaskadą, jednym z jezior oraz gotycką świątynią.
Palladyński most z Prior Park został umieszczony na okładce albumu Morningrise zespołu Opeth.